# Isanthrene colimae
Isanthrene colimae är en fjärilsart som beskrevs av Max Wilhelm Karl Draudt 1931. Isanthrene colimae ingår i släktet Isanthrene och familjen björnspinnare. Inga underarter finns listade i Catalogue of Life.